# Les Eres (Montferrer i Castellbò)
Les Eres és un nucli de població del municipi de Montferrer i Castellbò, a l'Alt Urgell. El poble es troba entremig dels pobles de Sant Andreu i Turbiàs, a la carretera de Castellbò. Citat en el testament de Ramon, vescomte d'Urgell-Castellbó, de data 8 d'octubre de 1113. Actualment despoblat i situat a uns 1.258 metres d'altitud, havia arribat a sis famílies i tenia 5 habitants el 1970. La seva petita capella de Sant Vicenç era sufragània de la de Turbiàs.